# Lamberti (cognome)
Lambert è un cognome di lingua italiana.

## Varianti
Lamba, Lamberta, Lambertazzi, Lambertenghi, Lamberteschi, Lambertini, Lamberto, Lambertoni, Lambertucci, Lambertuzzi, Lamperti.

## Origine e diffusione
Cognome tipicamente settentrionale, è presente anche in Campania.
Potrebbe derivare dal prenome Lamberto, dal germanico landa, "terra", e bertha, "illustre".
La variante Lamperti è lombarda; Lambertini è emiliano-romagnolo; Lamba è campano.

## Persone
- Michele Lamberti (2000) – nuotatore italiano
- Mosca dei Lamberti (fine del XII secolo–1243) – politico e condottiero italiano
- Niccolò di Piero Lamberti, noto anche col soprannome il Pela (circa 1370–circa 1425) – scultore e architetto italiano